# Shūgiin-Wahl 1996
- KPJ: 26
- SDP: 15
- DPJ: 52
- Sakigake: 2
- Demokratischer Reformbund: 1
- NFP: 156
- Unabh.: 9
- LDP: 239

Die Shūgiin-Wahl 1996 war die 41. Wahl zum Shūgiin, dem japanischen Unterhaus, und fand am 20. Oktober 1996 statt. Im Januar 1996 war Premierminister Tomiichi Murayama von der Sozialistischen Partei Japans zurückgetreten. Seine Partei, die in Koalition mit der Liberaldemokratischen Partei (LDP) und der Neuen Partei Sakigake regierte, benannte sich danach in Sozialdemokratische Partei um. Murayamas Nachfolger Ryūtarō Hashimoto von der LDP genoss anfangs hohe Popularitätswerte und löste am 27. September das Unterhaus auf, auch um ein Erstarken der gerade gegründeten Demokratischen Partei von Yukio Hatoyama und Naoto Kan zu verhindern. Wahlkampfthemen waren Reformen der Verwaltung, des Steuersystems und insbesondere eine umstrittene Erhöhung der Mehrwertsteuer.
Zum ersten Mal wurde die 1994 von der Anti-LDP-Koalition initiierte Wahlrechtsreform umgesetzt: Statt durch SNTV in Mehrmandatskreisen wurde die Zusammensetzung des Shūgiin in einem Grabenwahlsystem aus Mehrheitswahl in Einzelwahlkreisen und Verhältniswahl (anders als ursprünglich vorgesehen in elf Regionalblöcken) bestimmt. Außerdem wurde das Shūgiin von 511 auf 500 Sitze verkleinert. Die Wahlbeteiligung betrug 59,65 % bei der Direktwahl und 59,62 % bei der Verhältniswahl und war damit die bis dahin niedrigste in der Nachkriegsgeschichte.
| Partei | Partei                             | Wahlkreise | Wahlkreise | Wahlkreise | Verhältniswahl | Verhältniswahl | Verhältniswahl | Sitze gesamt | Änderung         | Änderung                         |
| ------ | ---------------------------------- | ---------- | ---------- | ---------- | -------------- | -------------- | -------------- | ------------ | ---------------- | -------------------------------- |
| Partei | Partei                             | Stimmen    | Anteil     | Sitze      | Stimmen        | Anteil         | Sitze          | Sitze gesamt | zur letzten Wahl | zur Zusammensetzung vor der Wahl |
|        | Liberaldemokratische Partei (LDP)  | 21.836.096 | 38,63 %    | 169        | 18.205.955     | 32,76 %        | 70             | 239          | +16              | +28                              |
|        | Sozialdemokratische Partei (SDP)   | 1.240.649  | 2,19 %     | 4          | 3.547.240      | 6,38 %         | 11             | 15           | −55              | −15                              |
|        | Neue Partei Sakigake               | 727.644    | 1,29 %     | 2          | 582.093        | 1,05 %         | 0              | 2            | −11              | −7                               |
|        | Neue Fortschrittspartei (NFP)      | 15.812.325 | 27,97 %    | 96         | 15.580.053     | 28,04 %        | 60             | 156          | +156             | −4                               |
|        | Demokratische Partei (DPJ)         | 6.001.666  | 10,62 %    | 17         | 8.949.190      | 16,10 %        | 35             | 52           | +52              | ±0                               |
|        | Kommunistische Partei Japans (KPJ) | 7.096.065  | 12,55 %    | 2          | 7.268.243      | 13,08 %        | 24             | 26           | +11              | +11                              |
|        | Demokratischer Reformbund          | 149.357    | 0,26 %     | 1          | 18.844         | 0,03 %         | 0              | 1            | +1               | −1                               |
|        | Unabhängige und Sonstige           | 3.663.917  | 6,48 %     | 9          | 1.417.077      | 2,55 %         | 0              | 9            | -181             | −5                               |
| Summe  | Summe                              | 56.528.421 | 100 %      | 300        | 55.569.195     | 100 %          | 200            | 500          | −11              | +7 (18 Vakanzen)                 |

## Auswirkungen
Die Regierungskoalition aus LDP, SDP und Sakigake konnte ihre Mehrheit leicht ausbauen; allerdings verzeichnete nur die LDP Mandatsgewinne, während die Sozialdemokraten die Hälfte und die Sakigake rund zwei Drittel ihrer Sitze verloren. Beide Parteien, die bereits 1994 Abgeordnete an die Neue Fortschrittspartei und 1996 an die Demokratische Partei verloren hatten, beendeten nach der Wahl die Regierungszusammenarbeit. Premierminister Hashimoto bildete eine Minderheitsregierung, die sich aber auf die Zustimmung einiger Unabhängiger sowie einzelner Abgeordneter der Neuen Fortschrittspartei stützen konnte, die die Partei wegen Unzufriedenheit mit dem Führungsstil des Parteivorsitzenden Ichirō Ozawa verließen. Hashimotos neues Kabinett war das erste reine LDP-Kabinett seit 1993.